# Karmele Saint-Martin
María del Carmen Navaz Sanz, conocida como Karmele Saint-Martin, (Pamplona, 18 de diciembre de 1895-San Sebastián, 24 de marzo de 1989) fue una escritora española, que escribió especialmente literatura negra. 

## Trayectoria
Karmele nació en Pamplona el 18 de diciembre de 1895. Su madre, María Ana Sanz, fue directora de la Escuela Normal de Navarra, entre 1906 y 1931, y una pedagoga pionera. Su padre, Teodoro Navaz Huici, fue perito agrícola y técnico del Departamento de Obras del Ayuntamiento de Pamplona. El matrimonio tuvo en total cinco hijos y cinco hijas.
Se matriculó en la escuela dirigida por su madre y obtuvo el título de maestra aunque nunca llegó a ejercer. En 1916, se casó con el abogado Rufino Sanmartín Larraz, con quien tuvo 3 hijas. En 1921, se trasladaron a San Sebastián, donde Sanmartín fue elegido concejal del ayuntamiento por el Partido Republicano Federal. Al estallar la guerra civil, fue detenido, pero se le dejó en libertad. Se exiliaron en un barco alemán, aunque, al llegar a la comuna francesa de San Juan de Luz, decidieron regresar a San Sebastián. Al volver, encontraron su casa prácticamente destruida.
Tras la muerte de su marido en 1950, Karmele, con más de sesenta años, comenzó a escribir, tras una vida  dedicada a su familia. Adoptó el seudónimo de Carmela Saint-Martin, afrancesando el apellido de su marido. Primero escribió una obra autobiográfica titulada Ternura infinita, aunque en 1959 publicó en primer lugar una colección de cuentos bajo el título Ligeramente negro.
Además, escribió artículos para las revistas Blanco y Negro, La Estafeta Literaria, Cuadernos Hispanoamericanos, Mundo Hispánico, Triunfo, La Gaceta Literaria y Hogar, y los periódicos Ya y La Voz de España. En sus últimos libros, trató temas relacionados con la cultura y el folclore vasco, como en Las seroras vascas, o Nosotras, las brujas vascas, prologado por el antropólogo Julio Caro Baroja, sobrino del escritor Pío Baroja.

## Reconocimientos
En 1964, Karmele ganó el primer premio en la IX edición del certamen literario de relatos cortos “Leopoldo Alas Clarín” con la obra titulada Con suave horror. Este galardón que otorga la Sociedad Cultural Recreativa (SCR) Clarín de Quintes (Asturias) "pretende estimular, reconocer y difundir la dedicación, el esfuerzo y el buen hacer de quienes emprenden y asumen, con acierto, la práctica y oficio de la escritura". Tres años después, en 1967, recibió el premio Doncel que entrega la misma editorial por el libro Después de los milagros.
En 2009, El Instituto Navarro para la Igualdad editó un calendario con doce escritoras navarras, dentro del "Programa Mujeres Creadoras", entre las que se encontraba Karmele a quien se le dedicaba el mes de mayo. Además, una calle del barrio de Berio de San Sebastián lleva su nombre: «Calle de la Escritora Karmele Saint-Martin».

## Obra
- 1959 – Ligeramente negro. Bígaro Ediciones. ISBN 978-84-95085-01-6.[13]
- 1964 – Con suave horror.
- 1967 – Después de los milagros. Doncel. ISBN 978-84-325-0097-8.
- 1967 – Animalitos de Dios. Alameda. ISBN 978-84-7006-015-1.
- 1968 – Ternura infinita.
- 1968 – Señoras de piso. Alfaguara. ISBN 9788000049441
- 1969 – El servicio.
- 1971 – El perro milord. Doncel. ISBN 978-92-0-358126-4.
- 1973 – Don Hilarión Eslava. Diputación Foral de Navarra, Dirección de Turismo, Bibliotecas y Cultura Popular. ISBN 9788423506354. Navarra. Temas de Cultura Popular (176).[14]
- 1975 – Nosotras las brujas vascas. Editorial Txertoa. ISBN 978-84-7148-463-5.[15]
- 1976 – Las seroras vascas. Editorial Txertoa. ISBN 978-84-7148-022-4.[16]
- 1977 – Los rayos paralelos. Doncel. ISBN 978-84-325-0344-3.[17]
- 1978 – Nosotros los vascos: relatos. Ediciones Vascas ISBN 978-84-85288-21-2.[18]
- 1979 – Ene, doña Benigna. Lur Argitaletxea. ISBN 978-84-7099-137-0.[19]